# Élisée Maclet
Élisée Maclet né le 12 avril 1881 à Lihons (Somme) et mort à Paris le 23 août 1962 est un peintre français.
Peintre de Montmartre, son art est proche de celui de Maurice Utrillo.

## Biographie

### Enfance en Picardie
La mère Élisée Maclet est blanchisseuse, et son père jardinier. Ce dernier exerce aussi les fonctions de sacristain auprès de l'abbé Deleval. Devenu aide jardinier et enfant de chœur, Élisée Maclet côtoie le curé Deleval, aquarelliste à ses heures, lequel lui offre sa première boîte de couleur.
L'histoire raconte que Puvis de Chavannes croisa l'abbé et Maclet dans la campagne. Le maître se serait arrêté devant les croquis de l'enfant et lui aurait suggéré de passer à la peinture prêt à le prendre en formation. Mais son père aurait refusé, arguant que son fils était destiné à être jardinier et non peintre.

### Les débuts à Paris
En 1906, il quitte pour la première fois sa Picardie pour rejoindre Paris et Montmartre. Il loge alors à l'hôtel Fleuri, rue de Chartres et soupe à proximité, à la gargote Beauvais. Il y fait ses débuts en peignant modestement des lits en fer chez Favart, rue Saint-Germain[Information douteuse], sans avoir la prétention des jeunes peintres empressés de gagner la gloire. Puis il travaille comme décorateur au Moulin Rouge avec l'appui de son ami machiniste Girard. Il est même initié à la danse pour pouvoir servir de remplaçant. Maclet exercera bon nombre de petits métiers, témoignages de sa personnalité modeste contrastant par ce trait de caractère avec bon nombre de ses confrères et amis peintres.
Il est à cette époque le premier à peindre Montmartre avec d'autres techniques que l'impressionnisme, inventant un style qui inspirera d'autres peintres devenus plus célèbres.

### Période bleue d'avant-guerre
Mais à ses débuts, il peint des aquarelles, la technique de son premier professeur, l'abbé Deleval. Puis, il passe à la brosse avant de prendre le couteau vers 1909, une technique alors quasiment abandonnée et dans laquelle il excelle. Au cours de cette période d'avant-guerre, il reste dans une gamme de couleur limitée, un bleu-gris, du vert et du rose. Il gagne très rapidement sa place : Disbourg, marchant parisien, est un client fidèle. Il est entraîné par un ami de Maurice Utrillo, Georges Tiret-Bognet (1855-1935) Au Lapin Agile, un cabaret de la butte Montmartre, où il fréquente ou croise Utrillo, Max Jacob, Pablo Picasso, Guillaume Apollinaire. Il y vend ses toiles aux habitués : Roland Dorgelès, Pierre Mac Orlan, Georges Auriol.
Son style est déjà très personnel, à son image, marqué par la simplicité. Les couleurs apparaissent expressivement, et il peint le vieux village de Montmartre, la banlieue parisienne et des bouquets de fleurs.
Il commence alors à vendre à des marchands locaux de la Butte, à Delon, un marchand de tricots, tenant boutique à l'angle de la rue Custine et la rue Labat, et à une Madame Adam, sur le boulevard de Clichy, qui aurait acheté des cartons peints de Maclet plus cher que ceux d'Utrillo. Il fréquente Max Jacob avec lequel il partage le même lit, lors des dévotions nocturnes de celui-ci, au 17, rue Gabrielle.
Puis il s'installe en ménage avec Georgina à l'hôtel du Poirier rue Ravignan, mais elle le quittera au printemps suivant.

### Au sommet, à Montmartre
Pendant la Première Guerre mondiale, il est infirmier dans un hôpital tenu par des religieuses. Vers 1916, il peint puis expose des poupées de crinoline au Salon des humoristes qui se tient à la galerie de la Boétie. Il revient ensuite à un de ses sujets de prédilection : les vieilles rues de Montmartre. Son style s’affirme et il vend ses toiles. Il a alors de nombreux clients et les marchands d'art de Paris n'hésitent pas à accrocher ses œuvres à côté de celles de ses contemporains illustres. Il développe la couleur et la finesse des formes. Cette période est considérée comme celle où Maclet est au sommet de son art. 
Francis Carco (1886-1958) récupère Maclet au restaurant Le Bouquet de Montmartre, au coin de la rue Joseph-de-Maistre et de la rue des Abbesses, et l'envoie dans une maison qu'il loue à Dieppe. C'est là, en 1918, qu'il découvre la mer et va peindre en Normandie. Il rentre à Paris l'année suivante, Maclet est alors pressenti alors comme le nouvel Utrillo, dont il est devenu un proche ami et imitateur. Chez Mathot, en haut de la rue des Martyrs, il fait la connaissance de Knudsen, un antiquaire de l'avenue George-V qui le présente en 1923 au baron  Von Frey, riche industriel autrichien, qui prend Maclet sous contrat. Son mécène l’envoie séjourner dans le Midi de la France à la rencontre de ses couleurs, de ses paysages et de sa lumière. Les tableaux de Maclet se parent alors de la densité et de l’éclat de l’émail. Un observateur éclairé de l'époque lui témoignera : « Depuis Van Gogh, je n'ai jamais vu aucun peintre employer la couleur pure comme vous le faites »,. Dégagé de toute contrainte matérielle, il est libre de peindre et peut se laisser aller à l'exaltation de la couleur. C'est à cette période, alors que la peinture lui permet de vivre dignement, qu'il se lie d'amitié avec Lucien Genin (1894-1953), un jeune peintre normand, à qui il apprendra le métier, vers 1920. Ils s'installent ensemble à l'hôtel du Poirier, sur le même palier, puis dans un appartement commun au 3bis, rue des Beaux-Arts au dessus du bistrot tenu par Malafosse.
Ses œuvres expriment la joie et il restera dans le Sud de la France de 1924 à 1928. Fin 1928, il est en Corse. Puis en 1929-1930, il travaille en Bretagne où sa peinture perd l'expression colorée que lui inspirait le Sud. Le baron se réservait la plupart des œuvres de Maclet qu'il envoyait aux États-Unis à de riches collectionneurs. Il en fait même entrer dans de nombreux musées américains et européens.

### Les difficultés et la reconnaissance
En pleine crise économique, il rompt son contrat avec son mécène autrichien, probablement mal inspiré par ceux qui jalousaient sa réussite. Pour Maclet, c’est le début d’une période difficile matériellement, et même sentimentalement. D'août à décembre 1933, à la suite de troubles du comportement et de la mémoire, il sombre à nouveau dans l'alcoolisme, Maclet est interné à Sainte-Anne.
Après 1935, le peintre peint à nouveau Paris. Il peint ses rues avec précision, les toiles de cette époque sont plaisantes, avec des couleurs fraîches et poétiques. Son dernier logis est une chambre sans fenêtre rue Marcadet.
Au cours de la Seconde Guerre mondiale, dans Paris occupé, Maclet peint symboliquement la capitale sous la neige. Après la guerre, la galerie Norvins organise, sous le titre Autour du Moulin, une exposition de ses œuvres récentes. André Warnod écrit dans la préface du catalogue au sujet de Maclet : « Sous son pinceau, tout s’organise miraculeusement, il place les personnages là où il faut, dans un tableau heureux exprimant la joie de vivre ».
En 1957, la galerie Nicolas Poussin organise sous la direction de Marcel Guicheteau la première rétrospective de l’artiste.
En février 1960, la galerie Aymonier expose les peintres du XXe siècle. Maclet y présente 72 œuvres. À cette même époque, il vit toujours pauvrement rue Marcadet avec son épouse Simone, alors que sa cote ne cesse de monter et que les propriétaires de ses tableaux les revendent pour spéculer.
Max Jacob décrivait Maclet comme un « artiste qui s'amuse à se faire prendre pour un paysan du Nord ».
Il meurt à Paris à l’hôpital Lariboisière le 23 août 1962 et est inhumé auprès de ses parents au cimetière de Lihons.
Il laisse derrière lui Simone, sa dernière compagne, et son fils Thierry, né en 1949 de son union avec Andrée Lagarde mais qu'il n'a pas connu.

## Signatures
L'essai de catalogue raisonné de l’œuvre d'Élisée Maclet répertorie schématiquement ses signatures :
| J.Maclet      | 1906       |
| Σlisée Maclet | 1908-1919  |
| Maclet        | 1919-1933  |
| ε. Maclet     | 1935-1945  |
| Σ. Maclet     | après 1945 |

## Œuvres
États-Unis
- Detroit, Detroit Institute of Arts : Une rue à Paris[11].
- Princeton, musée d'Art de l'université de Princeton : La Rue Soufflot[12].

France
- Granville, musée d'Art moderne Richard-Anacréon : sept tableaux[13].
- Paris :
  - musée de Montmartre.
  - musée national d'Art moderne : Maisonnettes en hiver[14].

Îles Anglo-Normandes
- Saint-Pierre-Port, Musée Victor Hugo, Hauteville House : La Maison de Gentilly en 1927[15].

Suisse
- Genève, Petit Palais : Rue Mouffetard[16].

## Expositions

### Expositions personnelles
- 1928 : peintures d'Élisée Maclet, galerie Barreiro, Paris.
- 1930 : Élisée Maclet, galerie P. Jackson Higgs, New-York, États-Unis.
- 1945 : Autour du Moulin, galerie Norvins, Paris.
- 1957 : Élisée Maclet, galerie Nicolas Poussin, Paris.
- 1960 : Maclet, galerie Peintures du XXe siècle, Paris.
- 1960 : Exposition Maclet, Salon du Vendôme, Aix-en-Provence.
- 1961 : Maclet, rétrospective 1906-1945, galerie Thibaut, New York, États-Unis.
- 1963 : Hommage à Maclet, galerie de Paris, Paris.
- 1963 : Rerpectiva del Pintor E. Maclet, Galeria Arte Moderno, Caracas, Venezuela.
- 1967 : Élisée Maclet, peintures et aquerelles, Grasphisches Kabinett, Brême, Allemagne.
- 1968 : Élisée Maclet, galerie Abelsg Cologneg Allemagne.
- 1969 : Maclet, école de Montmartre, galerie Vestart, New York, États-Unis.
- 1969 : Maclet - Galeria Moderno, Caracas, Venezuela.
- 1977 : Élisée Maclet - peintures, galerie Saint-Augustin, Paris.
- 2007 : Élisée Maclet, galerie Villain, Paris[17].

### Expositions collectives
- 1936 : Peintres de Montmartre, galerie La fenêtre ouverte, Paris
- 1944 : Quelques-uns des maîtres de notre temps, galerie norvins, Paris
- 1955 : De Montmartre au Montparnasse, galerie d'Art Pictural, Paris
- 1964 : D'après Paris, galerie Marie L. André, Paris
- 1964 : Maîtres connus et méconnus, château-musée d'Annecy, Annecy
- 1965 : Maîtres d'hier et d'aujourd'hui, Latelie gallery, Paris
- 1968 : F. Denos et son temps, Maison des arts, Le Creusot
- 1969 : Pintores Imppresionistas y Post Impprésionistas, galerie Arte Moderno, Caracas
- 1971 : Arbres, galerie Boissière, Paris
- 1978 : Peintres de Paris, galerie Saint-Augustin, Paris
- 2014 : Autour du Bateau-Lavoir. Des artistes à Montmartre (1892-1930) liés à la Méditerranée, musée Regards de Provence, Marseille[18].